# Samantha: An American Girl Holiday
Samantha: An American Girl Holiday is een film uit 2004 onder regie van Nadia Tass. De film is gebaseerd op een boek van Valerie Tripp. De film was de eerste in de reeks van de American Girl films. Hij werd gevolgd door Felicity: An American Girl Adventure en Molly: An American Girl on the Home Front en Kit: An American Girl in the Great Depression. Dit is de eerste film waar AnnaSophia Robb in te zien was.

## Verhaal
Samantha is een meisje dat opgroeit aan het begin van de 20e eeuw. Als ze bij haar grootmoeder intrekt, verandert haar leven drastisch als ze nu een compleet andere opvoeding krijgt. Er wordt van haar verwacht dat ze een dame is. Ondanks de afgunst van haar grootmoeder, raakt Samantha hier bevriend met Nellie.

## Rolverdeling
| Acteur          | Personage         |
| --------------- | ----------------- |
| AnnaSophia Robb | Samantha          |
| Mia Farrow      | Grandmary Edwards |
| Kelsey Lewis    | Nellie O'Malley   |
| Jordan Bridges  | Oom Gard          |
| Rebecca Mader   | Tante Cornelia    |
| Clare Stone     | Emma              |